# Tynk na trzcinie

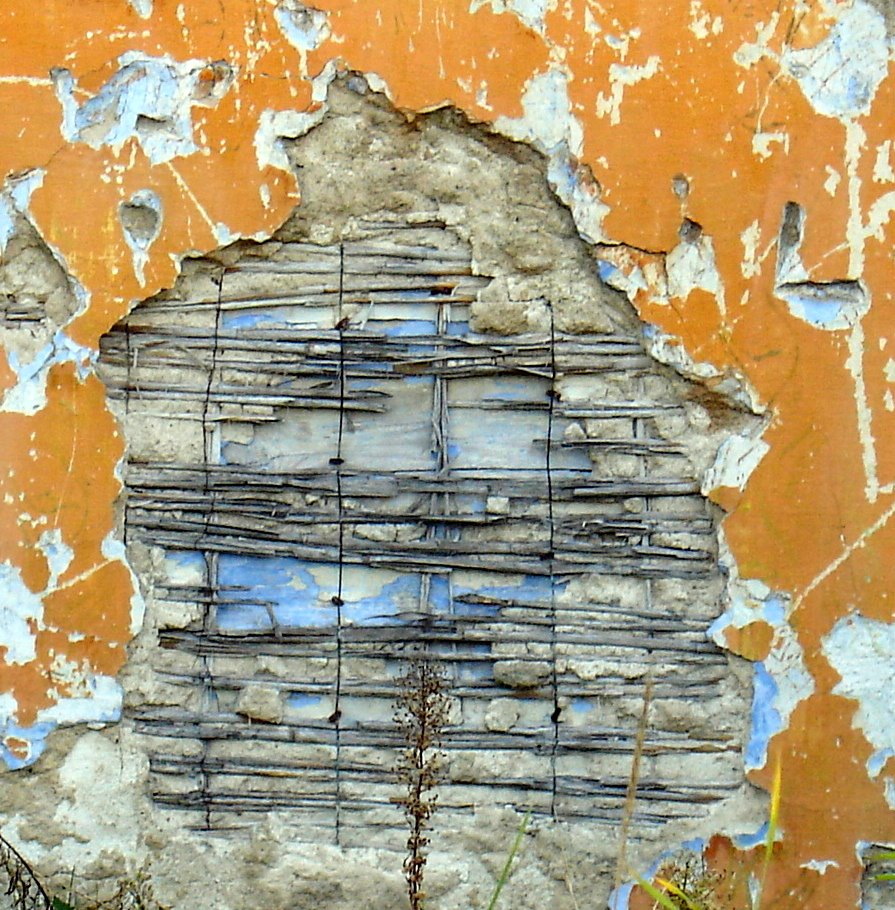
Tynk na trzcinie - widoczna jest zewnętrzna warstwa tynku pomalowanego na ciemnopomarańczowy kolor (wcześniej na niebieski), pod spodem widać trzcinę przymocowaną drutem i gwoździami do desek.

Tynk na trzcinie – tradycyjna technologia wykończenia ściany lub sufitu. 
W tradycyjnym budownictwie drewnianym, aby umożliwić tynkowanie, do ścian przymocowuje się za pomocą drutu i gwoździ wysuszoną słomę trzciny, związaną wcześniej w maty. Elementem spajającym i wykończeniowym jest glina lub zaprawa tynkowa. Trzcina jest niezbędna ze względu na małą przyczepność tynku do konstrukcji drewnianej. Warstwa gliny lub zaprawy tynkowej jest przede wszystkim elementem wykończeniowym, zapewniającym odpowiednią gładkość powierzchni, która może być następnie pomalowana w celach dekoracyjnych. 
W typowym rozwiązaniu maty trzcinowe mocuje się tak, aby słoma była ułożona prostopadle do desek, a następnie przywiązuje drutem.